# Liste der denkmalgeschützten Objekte in Oravský Podzámok
Die Liste der denkmalgeschützten Objekte in Oravský Podzámok enthält die 37 nach slowakischen Denkmalschutzvorschriften geschützten Objekte in der Gemeinde Oravský Podzámok im Okres Dolný Kubín.

## Denkmäler
| Foto |                 | Denkmal / č. ÚZPF                                             | Standort / Konskr. Nr.                                              | Offizielle Beschreibung                 | Beschreibung                                    | Metadaten                                                                |
| ---- | --------------- | ------------------------------------------------------------- | ------------------------------------------------------------------- | --------------------------------------- | ----------------------------------------------- | ------------------------------------------------------------------------ |
| BW   | Datei hochladen | Gebäude in regionaltypischem Baustil(sk) ObjektID: 503-2075/0 | 482 Standort KG: Dolná Lehota Konskr.Nr.: 482                       | zrubový;dvojdom                         | rustikal, Doppelhaus                            | č. NKP: 503-2075/0 Stand des NKP: 2012-02-08 Name: DOM ĽUDOVÝ            |
| BW   | Datei hochladen | Grab mit Grabdenkmal(sk) ObjektID: 503-272/0                  | 0 Standort KG: Oravský Podzámok Konskr.Nr.:                         | padlí partizáni-26;Hrob padlých partizá | von 26 gefallenen Partisanen                    | č. NKP: 503-272/0 Stand des NKP: 2012-02-08 Name: HROB S POMNÍKOM        |
| ja   | Datei hochladen | Statue(sk) ObjektID: 503-2665/0                               | Standort KG: Oravský Podzámok Konskr.Nr.:                           | sv.Ján Nepomucký                        | St. Johannes Nepomuk                            | č. NKP: 503-2665/0 Stand des NKP: 2012-02-08 Name: SOCHA                 |
| ja   | Datei hochladen | Denkmal(sk) ObjektID: 503-3137/0                              | Standort KG: Oravský Podzámok Konskr.Nr.:                           | Hviezdoslav P.O.;1849-1921,básnik       | für Pavol Országh Hviezdoslav, Dichter          | č. NKP: 503-3137/0 Stand des NKP: 2012-02-08 Name: POMNÍK                |
| ja   | Datei hochladen | Zitadelle Arwaburg(sk) ObjektID: 503-237/1                    | 1 Standort KG: Oravský Podzámok Konskr.Nr.: 1                       | Citadela                                |                                                 | č. NKP: 503-237/1 Stand des NKP: 2012-02-08 Name: CITADELA               |
|      | Datei hochladen | Stiegenaufgang(sk) ObjektID: 503-237/2                        | 1 KG: Oravský Podzámok Konskr.Nr.: 1                                | Schodisková veža                        | Treppenturm                                     | č. NKP: 503-237/2 Stand des NKP: 2012-02-08 Name: VEŽA SCHODISKOVÁ       |
| ja   | Datei hochladen | Burgkapelle(sk) ObjektID: 503-237/3                           | 1 KG: Oravský Podzámok Konskr.Nr.: 1                                | r.k.sv.Michala                          | römisch-katholische Kapelle St. Michael         | č. NKP: 503-237/3 Stand des NKP: 2012-02-08 Name: KAPLNKA HRADNÁ         |
| ja   | Datei hochladen | Burgpalast 1(sk) ObjektID: 503-237/4                          | 1 KG: Oravský Podzámok Konskr.Nr.: 1                                | Dubovského palác                        | Palast Dubovsky                                 | č. NKP: 503-237/4 Stand des NKP: 2012-02-08 Name: PALÁC HRADNÝ I.        |
| BW   | Datei hochladen | Wohnturm(sk) ObjektID: 503-237/5                              | 1 Standort KG: Oravský Podzámok Konskr.Nr.: 1                       | Obytná veža                             |                                                 | č. NKP: 503-237/5 Stand des NKP: 2012-02-08 Name: VEŽA OBYTNÁ            |
| ja   | Datei hochladen | Burgpalast 2(sk) ObjektID: 503-237/6                          | 1 KG: Oravský Podzámok Konskr.Nr.: 1                                | Pálffyho palác                          | Palast Pálffy                                   | č. NKP: 503-237/6 Stand des NKP: 2012-02-08 Name: PALÁC HRADNÝ II.       |
|      | Datei hochladen | Burghof(sk) ObjektID: 503-237/7                               | 1 KG: Oravský Podzámok Konskr.Nr.: 1                                | Horný dvor                              | oberer Hof                                      | č. NKP: 503-237/7 Stand des NKP: 2012-02-08 Name: NÁDVORIE HRADNÉ        |
| ja   | Datei hochladen | Burgbrunnen(sk) ObjektID: 503-237/8                           | 1 KG: Oravský Podzámok Konskr.Nr.: 1                                | rumpálová;Hradná studňa                 | Windenbrunnen                                   | č. NKP: 503-237/8 Stand des NKP: 2012-02-08 Name: STUDŇA HRADNÁ          |
| ja   | Datei hochladen | befestigtes Tor 1(sk) ObjektID: 503-237/9                     | 1 KG: Oravský Podzámok Konskr.Nr.: 1                                | Pravá brána vstupná                     | Torwache                                        | č. NKP: 503-237/9 Stand des NKP: 2012-02-08 Name: BRÁNA OPEVNENIA I.     |
| ja   | Datei hochladen | Burghof(sk) ObjektID: 503-237/10                              | 1 KG: Oravský Podzámok Konskr.Nr.: 1                                | 1.nádvorie                              | 1. Vorburg                                      | č. NKP: 503-237/10 Stand des NKP: 2012-02-08 Name: NÁDVORIE HRADNÉ       |
| ja   | Datei hochladen | befestigtes Tor 2(sk) ObjektID: 503-237/11                    | 1 KG: Oravský Podzámok Konskr.Nr.: 1                                | Druhá brána                             | 2. Tor                                          | č. NKP: 503-237/11 Stand des NKP: 2012-02-08 Name: BRÁNA OPEVNENIA II.   |
|      | Datei hochladen | Burghof 2(sk) ObjektID: 503-237/12                            | 1 KG: Oravský Podzámok Konskr.Nr.: 1                                | Druhé nádvorie                          | 2. Vorburg                                      | č. NKP: 503-237/12 Stand des NKP: 2012-02-08 Name: NÁDVORIE HRADNÉ II.   |
|      | Datei hochladen | Terrasse(sk) ObjektID: 503-237/13                             | 1 KG: Oravský Podzámok Konskr.Nr.: 1                                | veľká;Veľká terasa                      | Große Terrasse                                  | č. NKP: 503-237/13 Stand des NKP: 2012-02-08 Name: TERASA                |
| ja   | Datei hochladen | befestigtes Tor 3(sk) ObjektID: 503-237/14                    | 1 KG: Oravský Podzámok Konskr.Nr.: 1                                | Tretia brána                            | 3. Tor                                          | č. NKP: 503-237/14 Stand des NKP: 2012-02-08 Name: BRÁNA OPEVNENIA III.  |
|      | Datei hochladen | Burghof 3(sk) ObjektID: 503-237/15                            | 1 KG: Oravský Podzámok Konskr.Nr.: 1                                | Tretie nádvorie                         | 3. Vorburg                                      | č. NKP: 503-237/15 Stand des NKP: 2012-02-08 Name: NÁDVORIE HRADNÉ III.  |
|      | Datei hochladen | Wehrturm(sk) ObjektID: 503-237/16                             | 1 KG: Oravský Podzámok Konskr.Nr.: 1                                | Archívna veža                           | Archivturm                                      | č. NKP: 503-237/16 Stand des NKP: 2012-02-08 Name: VEŽA HRADNÁ           |
|      | Datei hochladen | Burghof 4(sk) ObjektID: 503-237/17                            | 1 KG: Oravský Podzámok Konskr.Nr.: 1                                | hlavné nádvorie                         | 4. Vorburg                                      | č. NKP: 503-237/17 Stand des NKP: 2012-02-08 Name: NÁDVORIE HRADNÉ IV.   |
| ja   | Datei hochladen | Kapelle(sk) ObjektID: 503-237/18                              | 1 KG: Oravský Podzámok Konskr.Nr.: 1                                | r.k.sv.Michala;kostol                   | römisch-katholische Kapelle St. Michael         | č. NKP: 503-237/18 Stand des NKP: 2012-02-08 Name: KAPLNKA               |
| ja   | Datei hochladen | Burgpalast 3(sk) ObjektID: 503-237/19                         | 1 KG: Oravský Podzámok Konskr.Nr.: 1                                | Thurzov palác                           | Palast Thurzov                                  | č. NKP: 503-237/19 Stand des NKP: 2012-02-08 Name: PALÁC HRADNÝ III.     |
|      | Datei hochladen | Terrasse 1(sk) ObjektID: 503-237/20                           | 1 KG: Oravský Podzámok Konskr.Nr.: 1                                | 1.terasa                                | 1. Terrasse                                     | č. NKP: 503-237/20 Stand des NKP: 2012-02-08 Name: TERASA I.             |
| ja   | Datei hochladen | Bastion(sk) ObjektID: 503-237/21                              | 1 KG: Oravský Podzámok Konskr.Nr.: 1                                | východná;Východná bašta                 | Ost-Bastion                                     | č. NKP: 503-237/21 Stand des NKP: 2012-02-08 Name: BAŠTA                 |
| ja   | Datei hochladen | Burgpfarrhof(sk) ObjektID: 503-237/22                         | 1 KG: Oravský Podzámok Konskr.Nr.: 1                                | Fara                                    | römisch-katholische Pfarrei                     | č. NKP: 503-237/22 Stand des NKP: 2012-02-08 Name: FARA HRADNÁ           |
|      | Datei hochladen | Burgbefestigung(sk) ObjektID: 503-237/23                      | 1 KG: Oravský Podzámok Konskr.Nr.: 1                                | múr;Vých.opevňovací múr                 | östliche Befestigungsmauer                      | č. NKP: 503-237/23 Stand des NKP: 2012-02-08 Name: OPEVNENIE HRADU       |
|      | Datei hochladen | Burgbefestigung(sk) ObjektID: 503-237/24                      | 1 KG: Oravský Podzámok Konskr.Nr.: 1                                | múr;Opev.múr veľ.terasy                 | Befestigungsmauer der ?Terrasse                 | č. NKP: 503-237/24 Stand des NKP: 2012-02-08 Name: OPEVNENIE HRADU       |
| ja   | Datei hochladen | Gloriette(sk) ObjektID: 503-237/25                            | 1 KG: Oravský Podzámok Konskr.Nr.: 1                                | Besiedka                                | Pavillon                                        | č. NKP: 503-237/25 Stand des NKP: 2012-02-08 Name: GLORIETA              |
|      | Datei hochladen | Burgbefestigung(sk) ObjektID: 503-237/26                      | 1 KG: Oravský Podzámok Konskr.Nr.: 1                                | múr;Opev.múr I.nádvoria                 | Befestigungsmauer der 1. Wehr                   | č. NKP: 503-237/26 Stand des NKP: 2012-02-08 Name: OPEVNENIE HRADU       |
| ja   | Datei hochladen | Kirche(sk) ObjektID: 503-238/0                                | 16 Standort KG: Oravský Podzámok Konskr.Nr.:                        | r.k.sv.Jána Nepomuckého                 | römisch-katholische Kirche St. Johannes Nepomuk | č. NKP: 503-238/0 Stand des NKP: 2012-02-08 Name: KOSTOL                 |
| ja   | Datei hochladen | Post(sk) ObjektID: 503-241/0                                  | Hviezdoslavovo nám. 6 Standort KG: Oravský Podzámok Konskr.Nr.: 6   | Bývalá pošta                            | ehemalige Post                                  | č. NKP: 503-241/0 Stand des NKP: 2012-02-08 Name: POŠTA                  |
| ja   | Datei hochladen | Verwaltungsgebäude(sk) ObjektID: 503-240/0                    | Hviezdoslavovo nám. 8 Standort KG: Oravský Podzámok Konskr.Nr.: 8   | Budova "Turistu"                        | Touristenzentrum                                | č. NKP: 503-240/0 Stand des NKP: 2012-02-08 Name: BUDOVA ADMINISTRATÍVNA |
| ja   | Datei hochladen | Verwaltungsgebäude(sk) ObjektID: 503-242/0                    | Hviezdoslavovo nám. 9 Standort KG: Oravský Podzámok Konskr.Nr.: 9   |                                         |                                                 | č. NKP: 503-242/0 Stand des NKP: 2012-02-08 Name: BUDOVA ADMINISTRATÍVNA |
| ja   | Datei hochladen | Hotel(sk) ObjektID: 503-243/0                                 | Hviezdoslavovo nám. 10 Standort KG: Oravský Podzámok Konskr.Nr.:    | Hotel Oravan                            | Hotel Oravan                                    | č. NKP: 503-243/0 Stand des NKP: 2012-02-08 Name: HOTEL                  |
| ja   | Datei hochladen | Verwaltungsgebäude(sk) ObjektID: 503-244/0                    | Hviezdoslavovo nám. 13 Standort KG: Oravský Podzámok Konskr.Nr.: 13 | Stará prefektúra                        | Alte Präfektur                                  | č. NKP: 503-244/0 Stand des NKP: 2012-02-08 Name: BUDOVA ADMINISTRATÍVNA |
| ja   | Datei hochladen | Verwaltungsgebäude(sk) ObjektID: 503-239/0                    | Hviezdoslavovo nám. 14 Standort KG: Oravský Podzámok Konskr.Nr.: 14 |                                         |                                                 | č. NKP: 503-239/0 Stand des NKP: 2012-02-08 Name: BUDOVA ADMINISTRATÍVNA |

## Legende
Die Tabelle enthält im Einzelnen folgende Informationen:
| Foto:                    | Fotografie des Denkmals. |
| Denkmal / č. ÚZPF:       | Die Übersetzung der Bezeichnung des Denkmals, wie sie vom Slowakischen Denkmalamt (Pamiatkový úrad Slovenskej republiky) verwendet wird. Die Originalbezeichnung ist unter dem Fragezeichen angegeben. Fehlt die Übersetzung, so wird die Originalbezeichnung direkt angezeigt. Weiters ist die Objekt-Identifikationsnummer (Objekt ID) angeführt. Sie ist die offizielle, in der Slowakei eindeutige Nummer č. ÚZPF inklusive der zugehörigen Zählnummer, wie sie in den Daten des Denkmalamtes angegeben wird. Da diese nur innerhalb eines Landkreises gezählt wird, ist dessen Nummer der Denkmalnummer vorangestellt. |
| Standort:                | Wenn in der Liste vorhanden, ist die Adresse angegeben. In Klammern kann sich noch eine zusätzliche Adresse befinden, wenn es beispielsweise ein Eckhaus ist. Bei freistehenden Objekten ohne Adresse (zum Beispiel bei Bildstöcken) ist eine Adresse angegeben, die in der Nähe des Objekts liegt. Durch Aufruf des Links Standort wird die Lage des Denkmals in verschiedenen Kartenprojekten angezeigt. Darunter sind die Katastralgemeinde (KG) und, wenn vorhanden, die Konskriptionsnummer (Konskr. Nr.) angegeben.                                                                                                   |
| Offizielle Beschreibung: | Es ist die Kurzbeschreibung auf Slowakisch, wie sie in den offiziellen Listen angegeben ist, eingetragen. |
| Beschreibung:            | Kurze Angaben zum Denkmal auf Deutsch. |
| Metadaten:               | Zusätzlich werden, wenn in den persönlichen Einstellungen das Helferlein Dauerhaftes Einblenden von Metadaten aktiviert ist, ebensolche angezeigt. |

- Karte mit allen Koordinaten:
- OSM |
- WikiMap